# 乾塘镇
乾塘镇，是中华人民共和国广东省湛江市坡头区下辖的一个乡镇级行政单位。

## 行政区划
乾塘镇下辖以下地区：
三合社区、沙城村、南寨村、大仁堂村、三片村、乾塘村和米稔村。